# Exomalopsis snowi
Exomalopsis snowi är en biart som beskrevs av Cockerell 1906. Exomalopsis snowi ingår i släktet Exomalopsis och familjen långtungebin. Inga underarter finns listade i Catalogue of Life.